# チェリュースキン (蒸気船)
チェリュースキン（ロシア語: «Челю́скин»；英語: SS Chelyuskin）は、ソビエト連邦の蒸気船である。1933年、ムルマンスクから北極海を経由して太平洋へ至る北極海航路を砕氷船を使わずに通過する可能性を確認するための航海を行った。9月に氷海に閉じ込められ、1934年2月に沈没したが、ベーリング海の入り口にまで到達したので、通常の汽船でもひと夏の間に北極海航路で太平洋に到達することが可能であることを示したと評価された。乗員は、チェリュースキネツ（Челюскинец, Челюскинцы）と呼ばれ、讃えられた。

## 概要

### 建造と出港
「チェリュースキン」は、デンマーク・コペンハーゲンのバーマイスター＆ウェイン造船所で建造された。1933年3月11日に進水し、同年5月6日に試験航海を行った。同年6月3日にはレニングラードへ自力回航された。当初は、レーナ川にちなんで「レーナ」（«Ле́на»）と命名されていたが、1933年6月19日付けで「チェリュースキン」に改名された。この船名は、18世紀のロシア帝国の航海者で極地探検家の S・I・チェリュースキンに敬意を表したものである。
1933年7月16日には、「チェリュースキン」はソビエト連邦科学アカデミー準会員のオットー・シュミットを隊長とする探検隊を乗せ、クロンシュタットからムルマンスクへ向けて出港した。船長は、極地航海に長けた V・I・ヴォローニンが務めた。航海の途上、コペンハーゲンのドックに立ち寄り、いくつかの箇所を修繕した。

### 探検航海
1933年8月2日に 112 名を乗せてムルマンスクを出発し、ウラジオストクを目指した。当初は、砕氷船の助けを借りて航海することが計画された。マトチキン海峡からカラ海へ抜けようとした際に最初の流氷に遭遇し、「チェリュースキン」は砕氷船の助けによって海峡を脱した。9月1日には、船と同じ名前の由来を持つチェリュースキン岬まで達した。チュクチ海において「チェリュースキン」は一面の海氷群に遭遇、9月23日には完全に身動きが取れなくなった。その一年前、シュミットとヴォローニンの指揮する蒸気船「アレクサンドル・シビリャコフ」が流氷によって遭難した、まさに同じ海域であった。
「チェリュースキン」は乗員を乗せたまま漂流を始め、 5 か月も氷海の中を漂った。流氷が都合よく移動した結果、1933年11月4日には「チェリュースキン」は氷ごとベーリング海峡に入ることができた。氷のない海域まで、あとわずか 1 海里程度であろうと計算された。しかし、その後「チェリュースキン」は逆方向へ流され、北西へ向かった。1934年2月13日、「チェリュースキン」はチュクチ海のコリューチン島沖で大きな氷塊と衝突した。そして、ついに船は氷の圧力に耐え切れず、沈み始めた。 2 時間のうちに完全に沈没したが、その前にも似たような危険な状況を味わっていた乗員らはすでに緊急脱出の準備をしており、船が沈みきる前に氷の上に脱出できた。シュミットとヴォローニンは、最後まで船に残った。氷上にレンガと板を運び出すのにも成功し、それを材料に避難所として使用する掘っ建て小屋が建てられた。
一部の乗員が諸々の事情でチェリュースキン岬で下船していたため、事故の結果、氷の上に取り残されたのは 104 名であった。経理部長の B・G・モギレーヴィチは、船が沈没した際に積載物にぶつかって死亡した。

### 救助
事故の 2 日後、モスクワでは救助のための特別委員会が組織された。 V・V・クイビシェフが委員会を率いた。捜索と救助は、航空機を用いて行うこととされた。
一方、氷原に逃れた乗員らは、わずかなスコップ、雪ショベルやバールで滑走路を作り、救援の航空機を待った。4月に全員が救援されるまで 13 回滑走路を作り直さなければならなかった。
3月5日、最初の航空機が事故現場を訪れた。 A・V・リャピヂェーフスキイの操縦する ANT-4 である。 ANT-4 は避難所から 10 名の女性と 2 名の子供を乗せ、飛び立った。
次の航空機が到着したのは、ようやく4月7日になってのことであった。航空士の V・S・モーロコフ、 N・P・カマーニン、 M・T・スレプニョーフ、 M・V・ヴォドピヤーノフ、 I・V・ドローニンは、 1 週間のうちにすべての「チェリュースキン」乗員を救助した。最後の飛行は4月13日に行われ、飛行士は全部で 24 回の飛行をこなした。
救助された乗員らは、航空機によってチュクチ半島沿岸のヴァンカレムまで運ばれた。この村は、船の避難所から 140 ないし 160 km の地点にあった。一方、「チェリュースキン」で海氷観測を行っていた航空士 M・S・バーブシュキン と機関師ヴァラヴィンは4月2日、小型の水陸両用飛行艇 Sh-2 を操って自力でヴァンカレムまで辿り着いた。その後、何名かはウエーレンまで空輸されたが、 53 人の乗員は歩いてウエーレンに向かった。
極地での越冬を余儀なくされた 104 名は、全員が救助された。しかし、シュミットは重病に罹ったため、政府の判断でアラスカ州・ノームの病院へ送られた。

### 表彰
捜索や救援に当たったパイロットたちは、新たに設けられたソ連邦英雄の称号を受けた。 A・V・リャピヂェーフスキイ、 S・A・レヴァネーフスキイ、 V・S・モーロコフ、 M・T・スレプニョーフ、 M・V・ヴォドピヤーノフ、 N・P・カマーニン、 I・V・ドローニンである。リャピヂェーフスキイは重爆撃機 TB-1 の民間型である ANT-4 で飛行し、スレプニョーフとレヴァネーフスキイはこの救助のためにアメリカ合衆国から入手したコンソリデーテッド フリートスターを用いた。レヴァネーフスキイの乗機は事故のため実際には一人の遭難者も救助できなかったが、その努力は受章によって報われた。その他のパイロットは R-5 で飛行した。 2 人のアメリカ人パイロット、クライド・グッドウィン・アーミステッドとウィリアム・レーティマー・レーバリーも捜索と救出に参加し、1934年9月10日にレーニン賞を贈られた。
これらの英雄的な行為を記念して、ヤロスラヴリの中央広場やミンスクの公園にチェリュースキンの名前がつけられ、マリーナ・ツヴェターエワは救援隊をたたえる詩『チェリュースキンツィ Челюскинцы』を作った。

### 評価とその後
「チェリュースキン」はベーリング海の入り口で氷海に閉じ込められたので、ソビエト連邦政府はこの探検ではひと夏の間に北極海経路で太平洋に出ることが可能であることが証明され、おおむね成功であると評価した。その後の実験の後、北極海経路は公式に開かれ、1935年に商業利用が開始された。1936年には、赤旗勲章受章バルト艦隊の一部が日本との武力紛争が迫っている極東に北極海経路で移動した。第二次世界大戦中には、逆に太平洋艦隊の艦船が同じルートで北方艦隊などへ編入するため回航されている。
すくなくとも 4 度に渡って沈没した船の捜索が行われ、2006年9月にチュクチ海の 50 m の深さに残骸が発見された。極地探検家の A・N・チリンガーロフは、引き上げて博物館に展示されるべきであると主張している。